# Верчея
Верче́я (итал. Verceia) — коммуна в Италии, в провинции Сондрио области Ломбардия.
Население составляет 1 116 человек (2008 г.), плотность населения составляет 101 чел./км². Занимает площадь 11 км². Почтовый индекс — 23020. Телефонный код — 0343.

## Демография
Динамика населения: